# Meristogenys phaeomerus
Espèce
Synonymes
- Amolops phaeomerus Inger & Gritis, 1983

Statut de conservation UICN

 LC  : Préoccupation mineure
Meristogenys phaeomerus est une espèce d'amphibiens de la famille des Ranidae.

## Répartition
Cette espèce est endémique du centre de Bornéo. Elle se rencontre jusqu'à 300 m d'altitude, :
- en Indonésie dans le centre du Kalimantan ;
- en Malaisie orientale dans le centre de l'État du Sarawak.

## Publication originale
- Inger & Gritis, 1983 : Variation in Bornean frogs of the Amolops jerboa species group, with description of two new species. Fieldiana, Zoology, New Series, vol. 19, p. 1-13 (texte intégral).